# NGC 7027

## 概要
NGC 7027は、はくちょう座の方角に約3000光年離れた位置にある非常に若く密度の高い惑星状星雲である。マルセイユ天文台の31インチ反射望遠鏡を用い、1878年にエドゥアール・ステファンが発見した。既知の最も小さな惑星状星雲の1つで、最も盛んに研究されてきた。
NGC 7027は、光学波長で最も明るい惑星状星雲の1つであり、約600歳である。
非常に小さく、典型的な惑星状星雲の大きさが1光年であるのに対し、わずか0.2×0.1光年の大きさである。非常に複雑な形で、イオン化ガスの楕円形の領域が中性の雲に含まれた構造をしており、ガスと塵でできた透明で偏平な楕円形の殻と、その内部のクローバーの葉のような形の光分解領域で成り立っている。NGC 7027は、17km/sの速度で広がっている。NGC 7027の中心領域はX線を放射していることが発見され、これは非常に高い温度を示唆している。
NGC 7027の中心の白色矮星は降着円盤を持ち、それが高い温度の源として働いている可能性がある。白色矮星は、約0.7太陽質量で、太陽光度の7700倍の放射を行っていると考えられている。NGC 7027は現在は、外層の分子が構成原子に解離し次いで原子がイオン化する、惑星状星雲の進化における短い段階にさしかかっている。
NGC 7027の拡大しつつあるハロは、太陽質量の約3倍の質量を持ち、中央の電離領域の約100倍も重い。NGC 7027のこの質量喪失は、太陽の数倍の質量の恒星が超新星爆発による破壊を免れうるという重要な証拠となっている。
NGC 7027は、中央の熱い恒星に起因する高度に電離したスペクトルを持つ。この星雲は炭素に富み、強い紫外線照射に晒された濃い分子雲における炭素化学の興味深い対象となっている。NGC 7027のスペクトルは、通常の惑星状星雲のものと比べ、中性分子に由来するスペクトル線が少ない。これは、強い紫外線放射によって中性分子が破壊されるためである。この星雲は、イオン化エネルギーが非常に高いイオンを含む。NGC 7027では、星間空間に存在すると信じられているが未だ確認されていない水素化ヘリウムイオンが高確率で見られる。またNGC 7027には、ハイパーダイヤモンドが存在する証拠がある。

## 観測
1996年には、ハッブル宇宙望遠鏡によって撮影された。この観測が行われるまで、NGC 7027は、中心の恒星が冷たくてガスを電離させられない原始惑星状星雲であると考えられていたが、現在では進化の初期段階の惑星状星雲であることが知られている。中心の恒星は、太陽質量の約3-4倍の質量を持つと考えられている。
よく知られ、研究されているにも関わらず、NGC 7027は固有名を持たない。50倍の望遠鏡では、比較的明るい青い恒星のように見える。